# Yuval Ne'eman
Yuval Ne'eman (Tel Aviv, 14 de maio de 1925—Tel Aviv, 26 de abril de 2006) foi um físico e político israelense. Foi ministro de Israel na década de 1980 e início da década de 1990.